# Thành phố cổ nhất nước Đức
Câu hỏi thành phố nào là thành phố cổ nhất nước Đức, cho tới bây giờ vẫn chưa được trả lời dứt khoát. Một phần là người ở mỗi địa phương thường có quan điểm khác nhau. Ngoài ra còn có vấn đề là phải dựa trên tiêu chuẩn nào để đánh giá. Thường thì người ta khó mà phân biệt được giữa nơi dân cư và thành phố.

## Định nghĩa "Thành phố"
Những thành phố đầu tiên của Đức có liên hệ tới thời đại La Mã. Thành phố (Stadt) nói chung được hiểu là chỗ dân cư lớn, mà có thêm những tiêu chuẩn dưới đây:
- Có một trung tâm
- Biên giới với vùng đất chung quanh
- có cơ sở hành chánh riêng cũng như cơ sở sinh sống
- Được cung cấp nước
- Vị trí giao thông thuận tiện, là trọng điểm của những tuyến đường lớn.

Hầu như mỗi thành phố ban đầu là một khu dân cư, vấn đề quyết định là khi nào khu dân cư đó trở thành một thành phố.

## Thành lập thời La Mã
Sau khi các các Quân đoàn Lê dương La Mã dưới sự chỉ huy của Julius Caesar vào năm 55 TCN chiếm đóng cả bờ Tây của sông Rhine, họ cho xây những khu dân cư mà sau đó trở thành những thành phố. Chẳng hạn như: Andernach, Augsburg, Bonn, Kempten (Allgäu), Koblenz, Köln, Mainz, Neuss, Speyer, Trier, Worms.